# Александър Узелац
Александър Узелац (на сръбски: Александар Узелац) е сръбски историк.

## Биография
Александър Узелац е роден през 1981 година в Белград. През 2000 година завършва средното си образование в математическа гимназия в Белград, а в 2005 година се дипломира в Белградския университет, специалност История. През 2004-2005 година е стипендиант на Общинския съвет на Белград.
През 2005-2008 година преминава следдипломна квалификация в същия университет, като в 2008 година получава образователно-квалификационна степен „магистър“, след защита на дипломна работа на тема „Furor Tartarorum – Монголите и татарите в сръбските исторически извори от XIII и XIV век“. В периода 2005-2006 година получава стипендия от Сръбската фондация за развитие на млади учени и артисти, а през 2006-2008 – от Министерството на науката на Република Сърбия за студенти в образователна степен „магистър“.
От 2009 година Александър Узелац работи в Белградския университет.

## Научна дейност
Темите, които Узелац изследва като историк, са свързани предимно със средновековната история на Балканите. Професионалните му интереси са свързани с отношенията между Сърбия и България през Средновековието, с номадите в Източна Европа и с историята на Северна Америка в колониалния период и по време на гражданската война в САЩ.

### Статии
- Византијско-татарски напад на Србију 1282/1283 године, Шумадијски анали, 2004, с. 75-85;
- Од Енглеске до Константинопоља у „Књизи чудеса света Јована Мандевила“, в: Моравска Србија: Историја, култура, уметност, Крушевац 2007, с. 197-211;
- Кабеса де Вака, Бродоломи, Београд 2007 (редактор и автор на предговора);
- Источњачки најамници у Србији почетком XIV века, Весник војног музеја, 34, 2007, с. 29-37;
- Ко je спалио Жичу?, Браничевски гласник 6, 2009, с. 1-12.
- ‘Кан’ Ногај, краљ Милутин и српско-татарски сукоби крајем XIII века, Војноисторијски гласник 1, 2009, с. 9-31.
- Џон Багнел Бјури, Варварска инвазија на Европу, Београд 2010. (преводач)

### Монографии
- Под сенком пса: Татари и јужнословенске земље у другој половини XIII века, Београд 2015
- Крсташи и Срби, Београд 2018